# Gabriel Mendoza
Gabriel Rafael Mendoza Ibarra (ur. 22 maja 1968 w Graneros) – piłkarz chilijski grający podczas kariery na pozycji pomocnika.